# Château de Plesse
Le château de Plesse est un château situé près de la ville de Bovenden, dans le land de Basse-Saxe en Allemagne.
Le château a été transféré en 1015 du domaine privé de Meinwerk, évêque de Paderborn à la ville de Paderborn. Depuis 1150, il est le siège des nobles seigneurs de Plesse, qui sont eux-mêmes nommés par le château. L'empereur germanique Henri VI échange le château de Plesse en 1192 contre le château de Desenberg, près de Warburg en Westphalie, mais cet échange est annulé dès 1195. 
En 1447 les seigneurs de Plesse transfèrent leur possession du château de Plesse au landgrave Ludwig de Hesse et en retour, le reçoivent comme un fief. L'explication à cela réside dans le fractionnement du duché de Brunswick-Göttingen. Les principales familles nobles ne pouvaient éviter d'être entraînées dans les conflits qui en découlent. Elles ont donc demandé la protection d'un puissant seigneur lige.
En 1536, la Réforme protestante atteint le domaine, qui comprend également les villages environnants. La maison de Plesse s'est éteinte avec la mort de Dietrich IV de Plesse en 1571. Le landgrave Guillaume IV de Hesse-Kassel en a ensuite pris possession en tant que suzerain. Moritz de Hesse-Kassel convertit le peuple à la religion réformée en 1614. Entre 1623 et 1624, il se réfugie dans le château à plusieurs reprises. Après un siège en 1627 pendant la guerre de Trente Ans, le château et le domaine de Plesse sont cédés temporairement au landgrave George II de Hesse-Darmstadt. En 1660, le château est abandonné et sert ensuite de carrière pour les habitants des villages environnants.
Johann Wolfgang von Goethe visite le château en 1801. À la suite de l'occupation française en 1807, le domaine est devenu le « canton de Bovenden » intégré au royaume de Westphalie. Après l'effondrement de la Westphalie en 1813, l'électorat de Hesse-Kassel reprend le contrôle du domaine de Plesse. Dans un échange entre la Prusse, le royaume de Hanovre et de l'électorat de Hesse-Kassel, le domaine de Plesse devient une partie de Hanovre, le 1er mai 1817. 
À partir de 1821, les premières tentatives pour restaurer les parties du château sont entreprises et, entre 1853 et 1864, à l'initiative de la famille régnante de Hanovre, la restauration est complétée. L'affiliation antérieure de Plesse à la Hesse est encore visible aujourd'hui encore. Les villages de l'ancien domaine de Plesse n'appartiennent toujours pas à l'Église protestante luthérienne de Hanovre, mais appartiennent à l'Église évangélique réformée de Bavière et du Nord-Ouest de l'Allemagne (en).

## Source
- (en) Cet article est partiellement ou en totalité issu de l’article de Wikipédia en anglais intitulé « Plesse Castle » (voir la liste des auteurs).